# Schron Turystyczny BdPN „Chatka Puchatka”

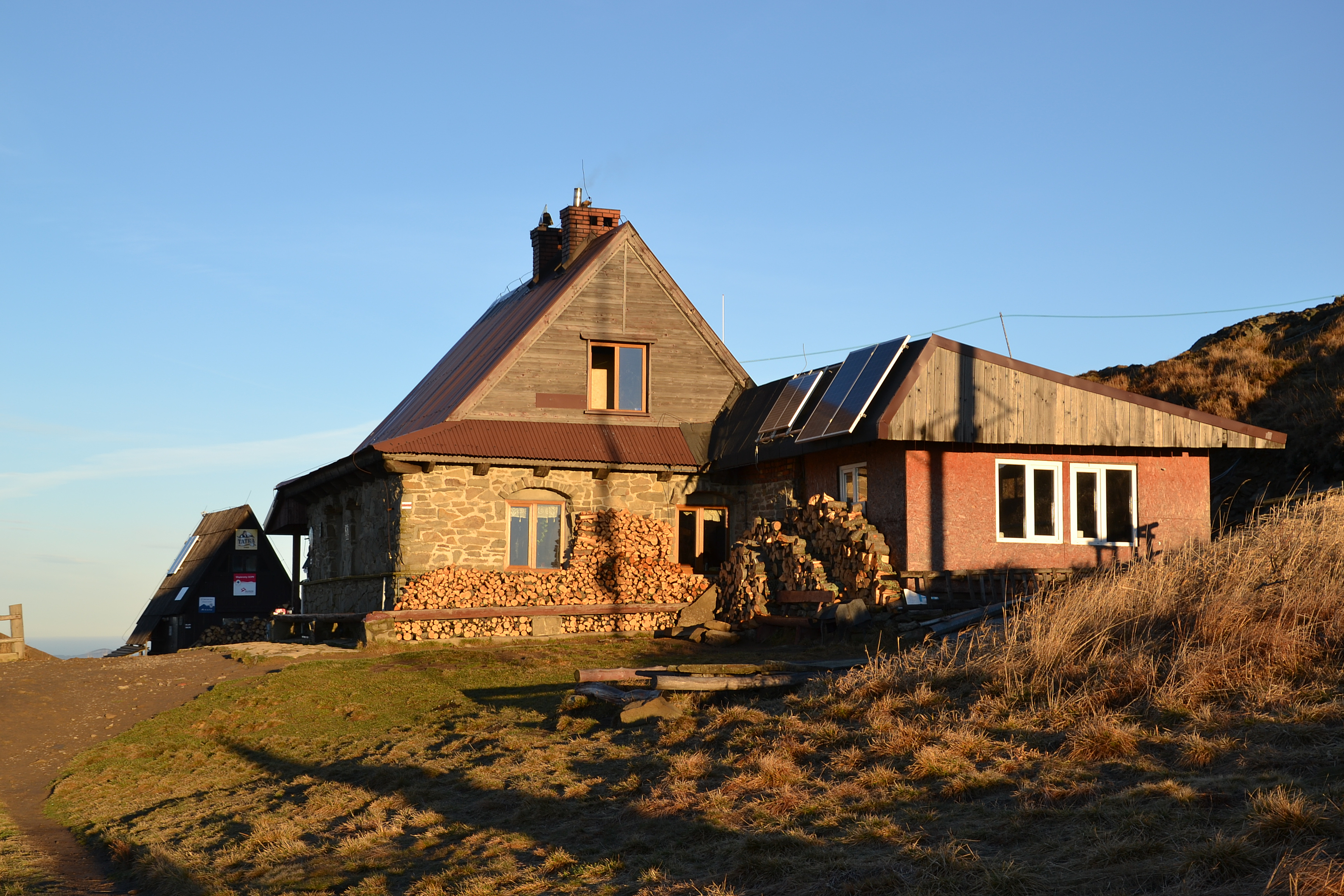
Chatka Puchatka – wygląd przed przebudową w latach 2020-2022

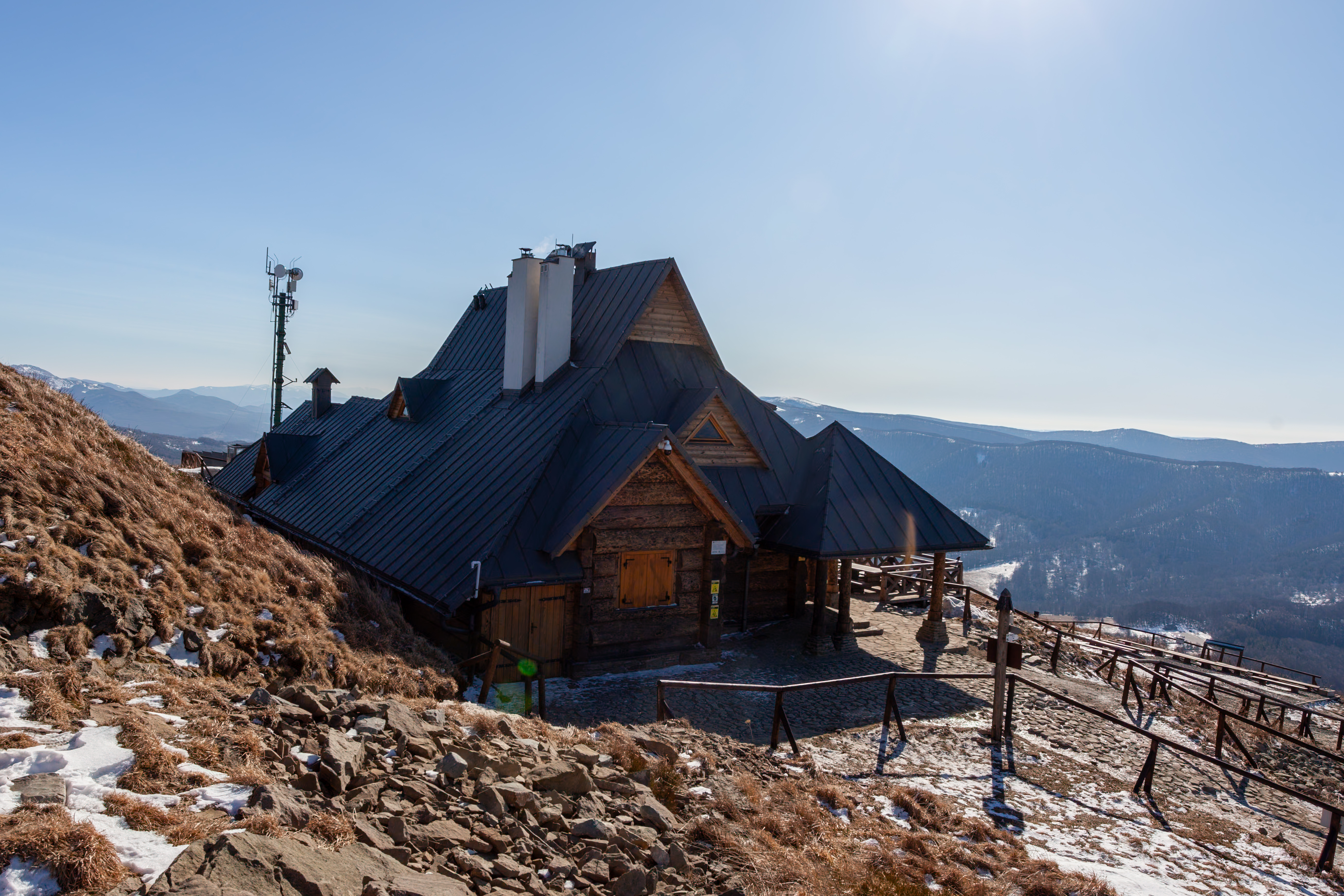
Schron Chatka Puchatka

Schron Turystyczny BdPN „Chatka Puchatka” na Połoninie Wetlińskiej (d. Schronisko PTTK „Chatka Puchatka” na Połoninie Wetlińskiej) – najwyżej położone (1228 m n.p.m.) schronisko i obiekt noclegowy w Bieszczadach, niegdyś nazywane „Tawerną”. Położony na wysokości 1228 m n.p.m., a według innych źródeł 1231 m n.p.m., na Połoninie Wetlińskiej. Leży pod wierzchołkiem Hasiakowej Skały. 

## Historia
Obiekt został wybudowany po II wojnie światowej przez wojsko i służyło za posterunek obserwacyjny WOP. W 1956 roku budynek został przejęty przez Okręg PTTK w Rzeszowie, jednak jako całoroczny obiekt z obsługą działa dopiero od 1967 r. Pierwszym dzierżawcą schroniska był Ludwik Pińczuk, który był też stałym ajentem od 1986. Pomysłodawcą nazwy schroniska jest polski żeglarz Leonid Teliga.
Obiekt posiadał 20 miejsc noclegowych w 2 salach zbiorowych, był czynny cały rok. Ze względu na niski standard, m.in. sanitarny (ze względu na lokalizację w schronisku nie było bieżącej wody, kanalizacji ani energii elektrycznej), w sierpniu 2009 schronisko zajęło jedno z ostatnich miejsc w rankingu schronisk górskich, sporządzonym przez polski magazyn turystyki górskiej n.p.m., podobnie w II edycji rankingu z sierpnia 2011.
Status własnościowy Chatki był przez wiele lat nieuregulowany, a spór sądowy o nią toczyło PTTK oraz Bieszczadzki Park Narodowy. W lipcu 2015 sąd przyznał schronisko Parkowi. Wtedy też zmieniono klasyfikacje obiektu na Schron Turystyczny BdPN.
Na wiosnę 2020 roku rozpoczęła się gruntowna przebudowa schroniska, które wyłączono z eksploatacji – w rzeczywistości plan ten wiązał się z powstaniem zupełnie nowego obiektu. W specjalnie wzniesionym poniżej schroniska nowym, drewnianym schronie, funkcjonował w tym czasie sezonowy bufet turystyczny. Inwestycja została zaplanowana na 4,2 mln złotych, zaś środki pochodziły m.in. z funduszy unijnych w ramach Regionalnego Programu Operacyjnego Województwa Podkarpackiego oraz z budżetu państwa.
Schronisko zostało ponownie oddane do użytku 24 września 2022 roku, jednak funkcji noclegowej w obiekcie nie przywrócono (możliwość awaryjnego noclegu istniała przez kilka miesięcy, od grudnia 2022 do lutego 2023). Przywrócono również pierwotny przebieg czerwono znakowanego Głównego szlaku Beskidzkiego, którego przebieg przesunięto na czas budowy.

Wybudowano zbiorniki na deszczówkę, które mają zaspokoić potrzeby wody do celów sanitarnych, powstała również oczyszczalnia ścieków i toalety dla turystów, wcześniej wodę do schroniska czerpało się z pobliskiego potoku.

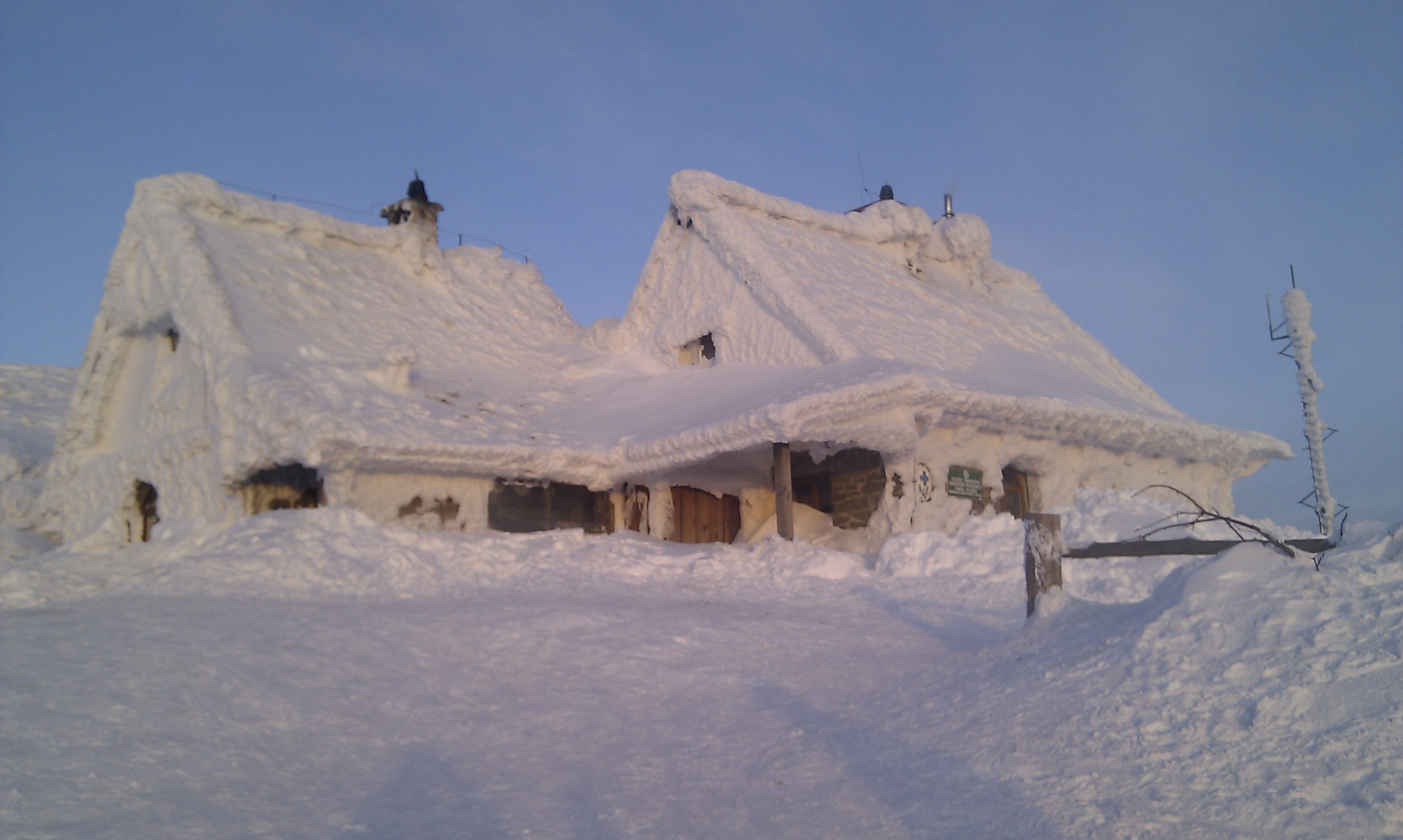
Chatka Puchatka zimą

W Chatce znajduje się sezonowa dyżurka Górskiego Ochotniczego Pogotowia Ratunkowego, Posterunek Meteorologiczny IMiGW, a także baza dla straży parku.

## Szlaki turystyczne
Główny Szlak Beskidzki na odcinku Smerek – Brzegi Górne
- z Brzegów Górnych 1.40 h (↓ 1.10 h)
- ze wsi Smerek 4.50 h (↓ 4.05 h), z Przełęczy Orłowicza 1.50 h (↓ 1.35 h), z Osadzkiego Wierchu 0.50 h (z powr. 0.50 h)

 Przełęcz Wyżna – Chatka Puchatka
- z Przełęczy Wyżnej 1.15 h (↓ 0.35 h)

  Wetlina (Górna Wetlinka) – Chatka Puchatka
- z kempingu „Górna Wetlinka” 1.45 h (↓ 1 h)